# Kabelliftramp in Cavalese
De kabelliftramp in Cavalese was een ongeval met een kabellift in de Italiaanse gemeente Cavalese op 3 februari 1998, waarbij 20 mensen omkwamen. Dit gebeurde op de Alpe Cermis in het Val di Fiemme. Het ongeval werd veroorzaakt doordat een EA-6B Prowler-straaljager van het Amerikaans korps mariniers een kabel raakte, waardoor deze brak en een gondel met twintig personen aan boord een val van honderd meter maakte. Hoewel de Verenigde Staten schadevergoeding betaalden aan de families van de slachtoffers, werd uiteindelijk niemand juridisch verantwoordelijk gesteld voor de ramp.
Na het ongeval werd er een nieuwe kabellift gebouwd die niet in een rechte lijn, maar met een tussenstop over de vallei gaat.

## Het ongeval
De Amerikaanse straaljager was vertrokken voor een oefenvlucht vanaf de 90 kilometer oostelijker gelegen NAVO-luchtmachtbasis in Aviano. Aan boord waren piloot Richard Ashby en navigator Joseph Schweitzer, die voorin zaten en William Raney en Chandler Seagraves, die de elektronische storingsapparatuur bedienden en achterin zaten.
In de regio gold een beperking; er moest te allen tijde een hoogte van minimaal 1000 voet (~300 meter) worden aangehouden. Die laatste vereiste was recent door de Italiaanse autoriteiten opgetrokken tot 2000 voet, maar die informatie was — zoals achteraf bleek — nog niet bij de piloten bekend. De piloten hadden verder een kaart van de omgeving waar de — dertig jaar oude — kabellift niet op was aangegeven. Ook beweerde de piloot dat er problemen met de hoogtemeter van het toestel waren, achteraf werden echter geen defecten gevonden aan het instrument.
Toen het toestel de vallei waarin Cavalese ligt invloog had het nog ongeveer 300 meter hoogte, maar het daalde gaandeweg tot zo'n 110 meter. De piloot zag in een flits de felgele gondel die op weg was naar beneden voor zich verschijnen en dook naar onderen in een poging hem te ontwijken. De kabel van de lift boorde zich in de rechtervleugel en brak, waardoor de gondel honderd meter naar beneden viel en te pletter sloeg.
Het vliegtuig zelf had eveneens ernstige schade opgelopen; door beschadigde hydraulica werkten de roeren niet meer goed en er lekte brandstof. Desondanks slaagde de piloot erin het in Aviano terug aan de grond te zetten.
Na het ongeval waren de hulpdiensten snel ter plaatse, maar voor geen van de twintig slachtoffers kon nog hulp baten.

## Nasleep

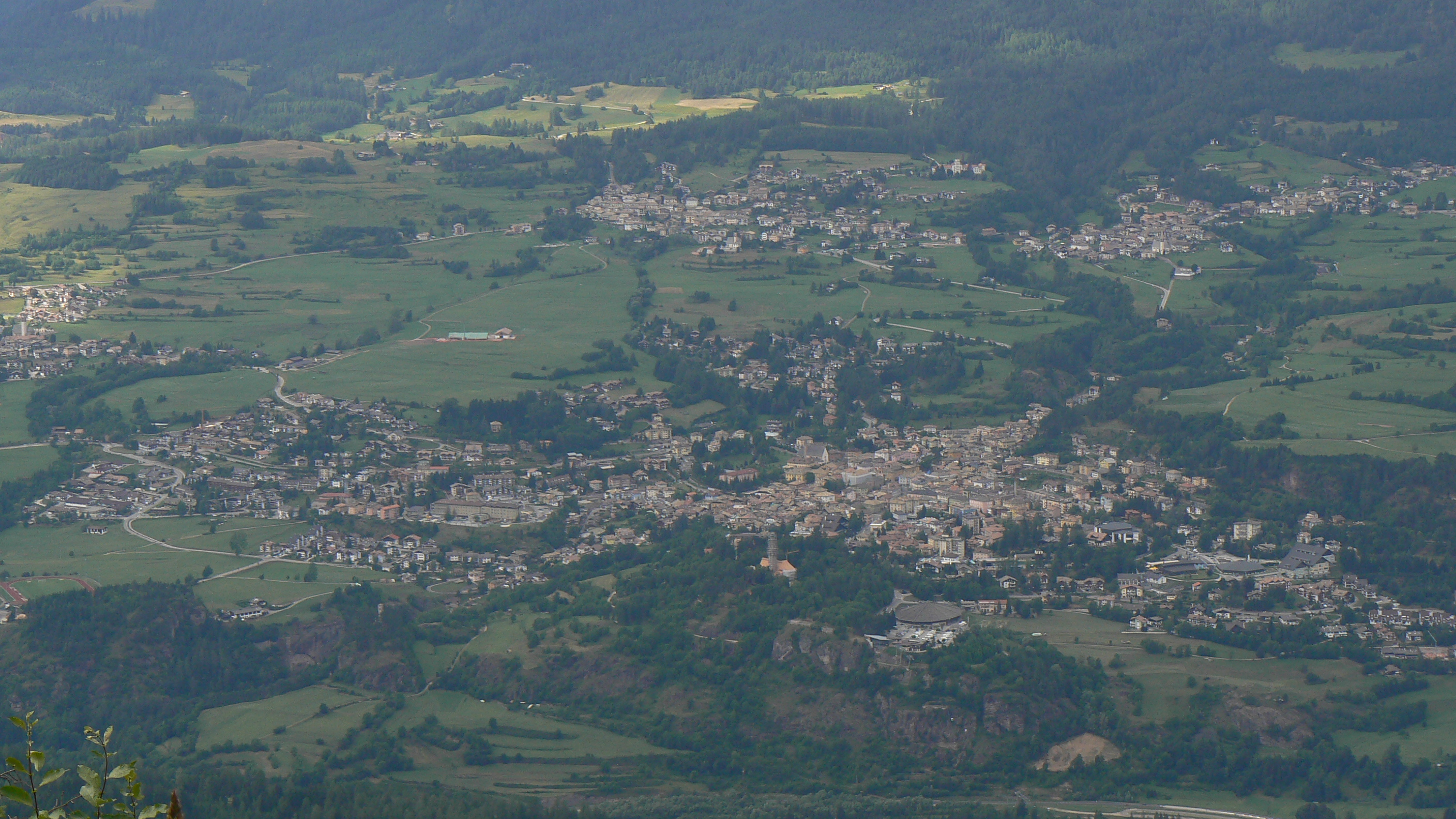
Cavalese (augustus 2006).

In het dorp werd kwaad gereageerd, want het had al vaker gevraagd lage vluchten te verbieden. In heel Italië liepen de emoties op en het gebeurde werd strage del Cermis (slachting van Cermis) — naar de naam van de berg — genoemd.
De zaak escaleerde snel tot een internationaal incident. Toenmalig Amerikaans president Bill Clinton erkende de verantwoordelijkheid van de VS en bood zijn verontschuldigingen aan. Hij telefoneerde ook met de Italiaanse eerste minister Romano Prodi om zijn medeleven te betuigen. In Italië gingen stemmen op om Amerikaanse militaire vliegtuigen te verbannen van Italiaanse vliegvelden, wat een ernstige aanslag zou zijn geweest op de strategische belangen van de VS.
Het Status of forces-akkoord (SOFA) tussen de VS en Italië wees de jurisdictie over het ongeval toe aan de VS. Een gezamenlijk onderzoek onder Amerikaanse leiding werd gevoerd en op 3 maart 1998 volgde het rapport. Dat stelde dat, ondanks het feit dat ze niet geïnformeerd waren over de nieuwe hoogtebeperking van 600 meter, de bemanning van de Prowler verantwoordelijk was voor het ongeval vanwege de agressieve vliegstijl, snelheidsovertreding en lager dan 300 meter vliegen. Aan boord was ook een videocamera aangetroffen met een lege band. De onderzoeksrechter verwees de vier bemanningsleden door naar de militaire rechtbank en beval een sanctie aan voor hun superieuren.

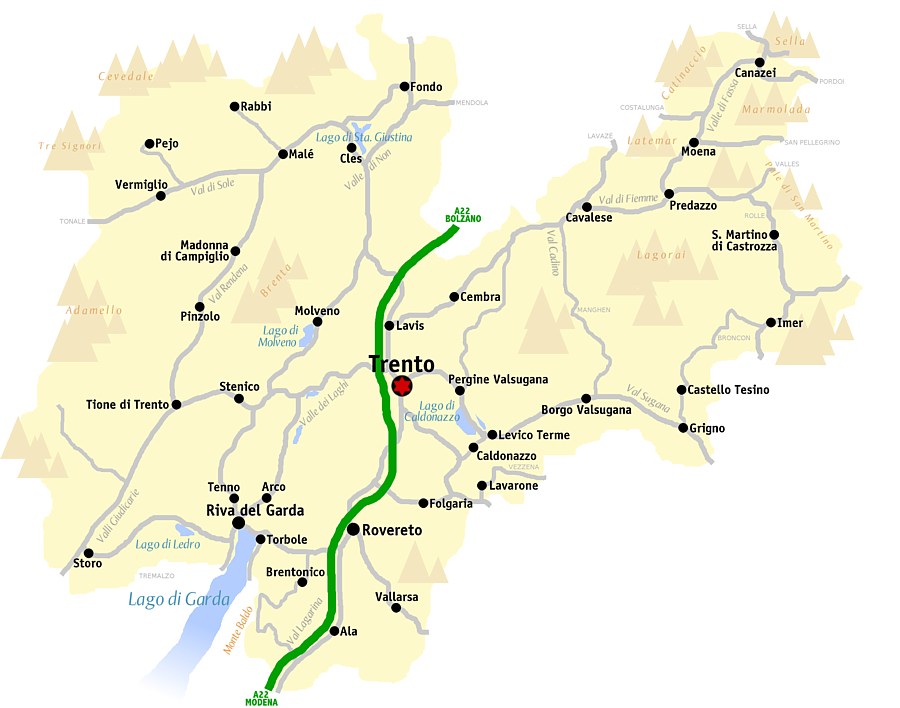
Kaart van de Italiaanse provincie Trente, met Cavalese rechtsboven.

Ashby en Schweitzer werden aangeklaagd voor doodslag door schuld en riskeerden daarmee levenslang in een militaire gevangenis. Raney en Seagraves werd de vrijheid aangeboden als ze zouden praten. Zo kwam aan het licht dat Schweitzer vlak voor het ongeval met zijn videocamera opnames had gemaakt, maar vlak na de landing de band had vervangen. Zo verschenen enkel de piloot en navigator voor de krijgsraad. De rechters van dienst waren veelal collega's van het korps mariniers, waardoor de indruk bestond dat het Amerikaanse leger de eigen mensen de hand boven het hoofd zou houden. Toen Ashby in maart 1999 werd vrijgesproken — het ongeval werd toegeschreven aan optische illusie — en men de aanklachten tegen Schweitzer liet vallen, ontstond hierover commotie in Europa.
De families van de slachtoffers kregen in februari 1999 een schadevergoeding van 65.000 USD per slachtoffer toegekend van Italië. Dat bedrag werd door de VS terugbetaald aan Italië, plus 75% — zoals vastgelegd in het SOFA — van de vergoedingen die later door Italiaanse civiele rechtbanken werden toegekend. In mei 1999 verwierp het Amerikaans Congres een voorstel dat een bijkomende schadevergoeding van 40 miljoen USD inhield voor de slachtoffers van de ramp. Wel was twintig miljoen USD voorzien voor Cavalese om de kabellift te herbouwen. De toenmalige Amerikaanse Minister van Defensie, William Cohen, voerde onder meer aan dat er door het toekennen van de bijkomende schadevergoeding een verkeerd precedent zou worden geschapen. De schadevergoeding werd uiteindelijk toch betaald door de autonome provincie Trente en het parlement van Italië. Voor elk gevallen slachtoffer keerde de provincie een bedrag van 50.000 euro uit. Daarnaast betaalde Trente voor de herstelwerkzaamheden van de kabelbaan. Uiteindelijk kreeg Trente dit bedrag in 2004 vergoed van de Italiaanse staat.
Ashby en Schweitzer werden een tweede keer aangeklaagd, voor tegenwerking van het gerecht en ongepast gedrag vanwege het vernietigen van de videoband die als bewijs had kunnen dienen. Volgens Schweitzer was dat omdat hij al lachend was vastgelegd, en niet wilde dat die beelden naast die van de tragedie in de pers zouden verschijnen. Voor deze feiten werden ze in april 1999 veroordeeld tot oneervol ontslag uit het leger en zes maanden cel. Ashby zat vier en een halve maand vast en werd vrijgelaten wegens goed gedrag. Schweitzer pleitte schuldig en hoefde hierdoor niet naar de gevangenis.
In 2007 en 2008 gingen Ashby en Schweitzer in beroep tegen hun veroordeling, die onder andere tot gevolg had dat ze geen enkel financieel voordeel meer van hun militaire carrière hadden. Zij eisten ook dat hun oneervolle ontslag zou worden herroepen. In februari 2008 werd echter opnieuw geconcludeerd dat er door de piloten veel te laag en te snel was gevlogen.
In februari 2012 zond National Geographic Channel een documentaire uit over de toedracht van de ramp. De bemanning van het Amerikaanse vliegtuig werd ook hier weer in hoge mate verantwoordelijk gehouden. Er werd geconcludeerd dat het vliegtuig te laag en te snel had gevlogen. Bovendien werd het Schweitzer verweten dat hij de tape — met voor privédoeleinden gemaakte videobeelden — had vernietigd.

## Slachtoffers
Bij de ramp kwamen in totaal 20 mensen om het leven. Er vielen 7 Duitse slachtoffers, 5 Belgische, 3 Italiaanse, 2 Oostenrijkse, 2 Poolse en 1 Nederlands. Het jongste slachtoffer was 14 en het oudste 61.